# Lobelia sinaloae
Lobelia sinaloae är en klockväxtart som beskrevs av Thomas Archibald Sprague. Lobelia sinaloae ingår i släktet lobelior, och familjen klockväxter. Inga underarter finns listade i Catalogue of Life.